# Ordonnance (médecine)
Pour les articles homonymes, voir Ordonnance.

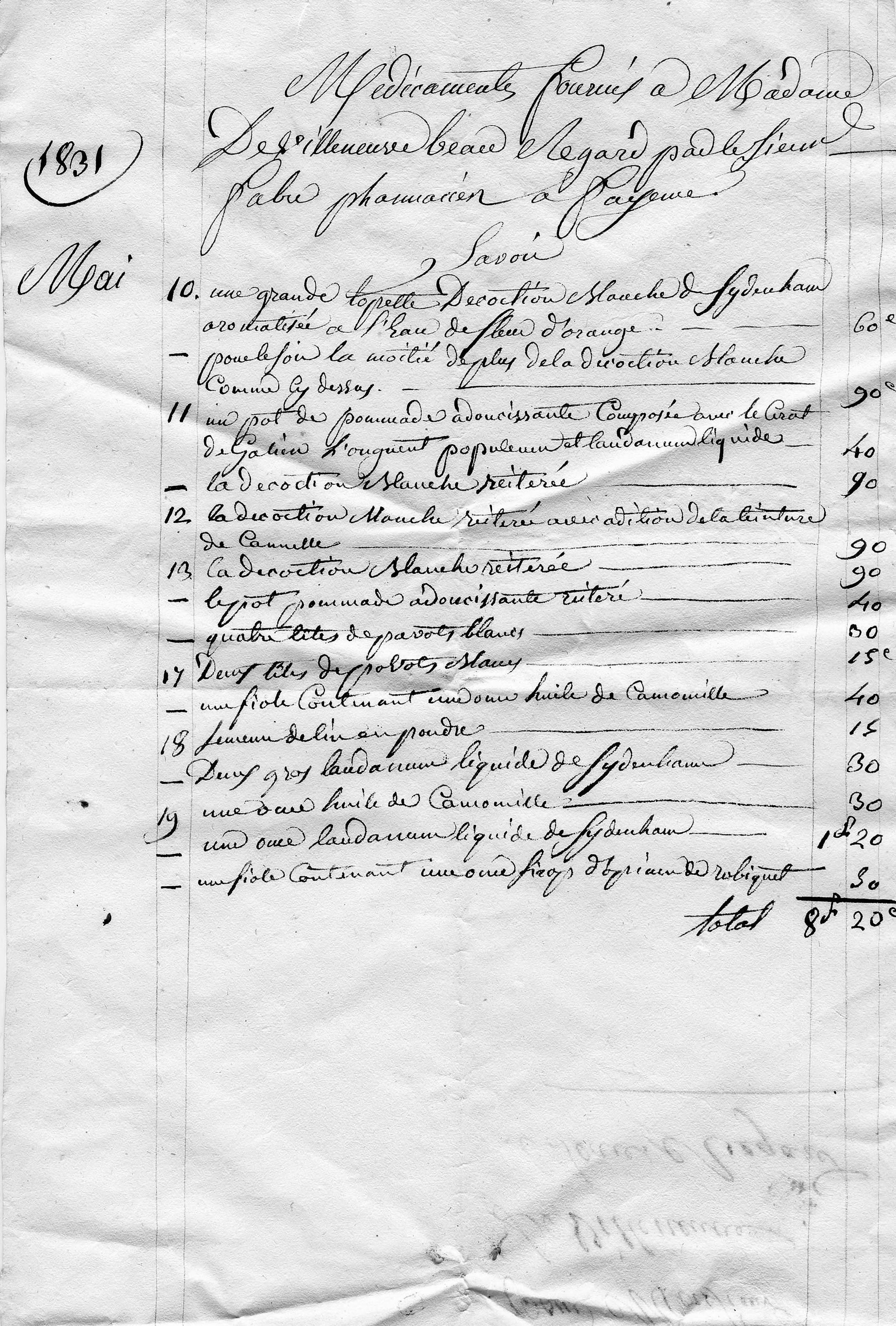
Ordonnance médicale datant de 1831

Une ordonnance, dans le domaine de la médecine, représente l'ensemble des prescriptions d'un professionnel de santé.
Dans le cas d'une prescription pour des médicaments, ce document permet au patient de connaître les détails de son traitement et au pharmacien de délivrer les produits correspondants.

## Objets de l'ordonnance
L'ordonnance ne porte pas uniquement sur la prescription de médicaments. En effet, l'ordonnance peut également prescrire :
- des examens complémentaires ;
- des dispositifs médicaux ;
- des règles hygiéno-diététiques ;
- des soins paramédicaux.

## Types d'ordonnance

### En France
En France, il existe 5 types d'ordonnances.

#### Ordonnance simple
C'est l'ordonnance la plus répandue. Elle contient une zone vierge destinée à la rédaction des prescriptions du professionnel de santé.

#### Ordonnance bi-zone
L'ordonnance bi-zone est destinée aux patients atteints d'une affection de longue durée (ALD). Elle est divisée en deux parties : une partie supérieure réservée à l'ALD et une partie inférieure réservée aux soins sans rapport avec l'ALD. Elle permet au pharmacien de différencier les prescriptions ayant pour objet le traitement de l'ALD remboursées en totalité par la sécurité sociale, des autres prescriptions qui suivent les règles habituelles de remboursement.

#### Ordonnance sécurisée
L'ordonnance sécurisée permet la prescription des médicaments stupéfiants : les antalgiques majeurs et substituts inscrits sur la liste 3 des médicaments. Elle a remplacé en 1999 le carnet à souches, et vise à simplifier la prescription de ces médicaments et à lutter contre le trafic et la fraude, à l'échelle européenne. Ces ordonnances ont des caractéristiques techniques précises.

#### Ordonnance d'exception
Cette ordonnance concerne la prescription de médicaments, de produits ou de prestations dites d'exceptions. La qualification d'exception indique que le remboursement du soin est soumis à une formalité particulière pour des médicaments dont le prix est souvent élevé.

#### Ordonnance électronique
Actuellement en plein développement, ces ordonnances dématérialisées devraient à terme remplacer la majorité des ordonnances "papier". À l'usage, elles ont montré qu'elle permettaient de réduire les erreurs de prescription, mais que beaucoup de logiciels possèdent malgré tout des vulnérabilités ; les identifier et les supprimer représente un enjeu important pour le futur de ces ordonnances. En France, la Haute Autorité de Santé est chargée de la certification des logiciels de prescription médicale.

## Prescripteurs
Tous les professionnels de santé ne sont pas habilités au droit de prescription. De plus, la possibilité pour un type donné de profession de prescrire peut être limitée à certains produits de santé.

### En France
Les professionnels de santé ayant le droit de prescrire des produits de santé sont en France :
- Les médecins ;
- Les chirurgiens-dentistes.

Ces deux professions ont le droit de prescrire tous les médicaments nécessaires à l'exercice de leur art, incluant les stupéfiants.
- Les sages femmes ;
- Les infirmiers ;
- Les masseurs-kinésithérapeutes ;
- Les podologues.

Ces professionnels possèdent, eux, un droit de prescription limité à certaines catégories de produit de santé.
Le droit de prescription des directeurs de laboratoire d’analyses de biologie médicale a été supprimé en 2007 mais il existe sur ce point un certain flou juridique.

## Règles de rédaction

### En France
La rédaction d'une ordonnance répond à des règles strictes et doit contenir des informations précises, définie par l'article R5132-3 du Code de la Santé Publique. Elle doit être lisible.

#### Informations sur le prescripteur
- Le nom et la fonction du prescripteur[11] ;
- L'identification du service ou de l'unité ou pôle à laquelle il est rattaché[11] ;
- Le numéro d'identification au Répertoire partagé des professionnels de santé[12] (RPPS) ;
- La date et la signature (identifiable et déposée) établis lors de l'émission du document[11].

#### Informations sur le patient
- Nom et prénom[11] du patient bénéficiaire de la prestation[12] ;
- Sexe du patient[11] ;
- Date de naissance[11] du patient (éventuellement, l'âge) ;
- Si nécessaire : taille et poids[11] (notamment chez les enfants et les personnes âgées) et/ou surface corporelle (anticancéreux)[11].

#### Informations sur le médicament prescrit
- Le nom du médicament ;
- La forme galénique ;
- La posologie ;
- La quantité de médicament à délivrer et/ou la durée de traitement ;
- Si nécessaire : le nombre de renouvellements.

## Validité d'une ordonnance médicale
Une ordonnance pour des médicaments est valable, en général 3 mois. Au-delà de cette durée, le pharmacien ne pourra plus délivrer les médicaments au patient sur présentation de la prescription médicale.
Une ordonnance pour des lunettes de vue est valable :

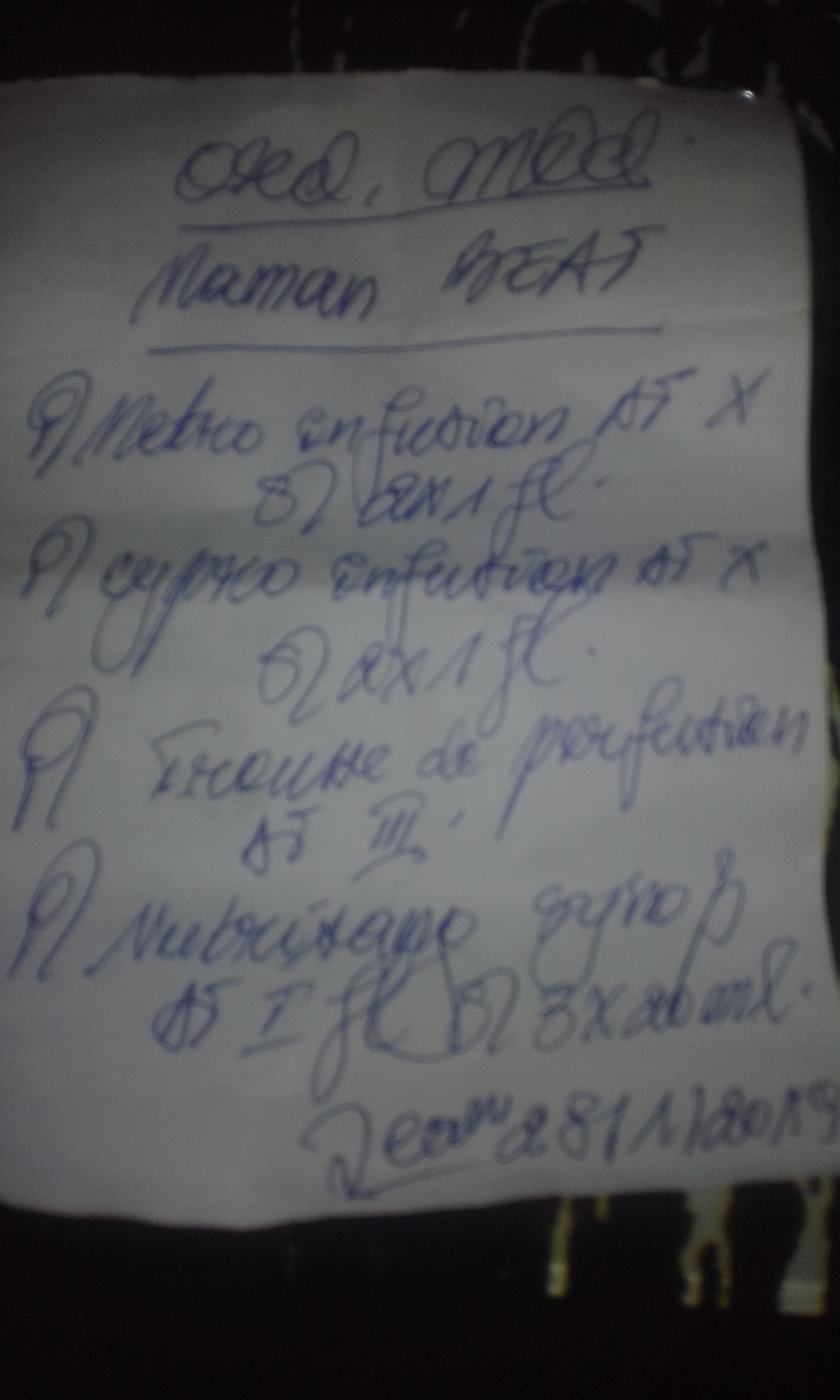
Une ordonnance en république démocratique du Congo, en 2019.

- 1 an pour les moins de 16 ans
- 5 ans pour les personnes de 16 à 42 ans
- 3 ans pour les personnes de 43 ans et plus

Une ordonnance pour des lentilles de contact est valable :
- 1 ans pour les moins de 16 ans
- 3 ans pour les plus de 16 ans

## Encadrement juridique

### En France
La prescription médicale et la rédaction des ordonnances est régie en France principalement par trois textes juridiques :
- Le Code de la santé publique (porte sur l'aspect plus technique de l'ordonnance)[15]
- Le Code de déontologie médicale (concerne notamment les principes moraux qui s'appliquent au prescripteur)[16]
- Le Code de la sécurité sociale (régit principalement l'aspect économique)[17]